# Praskovče
Praskovče (cyr. Прасковче) – wieś w Serbii, w okręgu niszawskim, w gminie Ražanj. W 2011 roku liczyła 418 mieszkańców.